# Bothrorrhina rolandi
Bothrorrhina rolandi är en skalbaggsart som beskrevs av Peyrieras och Arnaud 2000. Bothrorrhina rolandi ingår i släktet Bothrorrhina och familjen Cetoniidae. Inga underarter finns listade.